# Хитний затвор

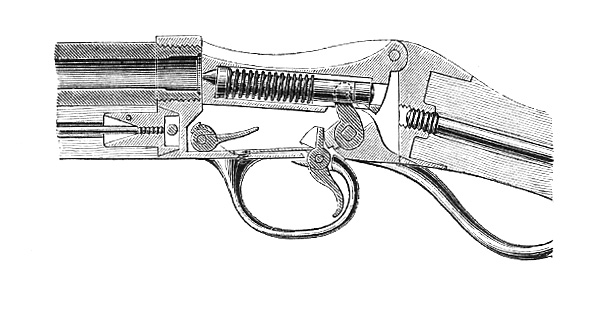
Будова гвинтівки Мартіні-Генрі.
Затвор закрито, ударник спущено.

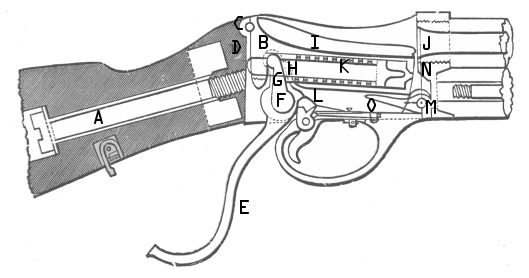
Затвор відкрито, ударник зведено.

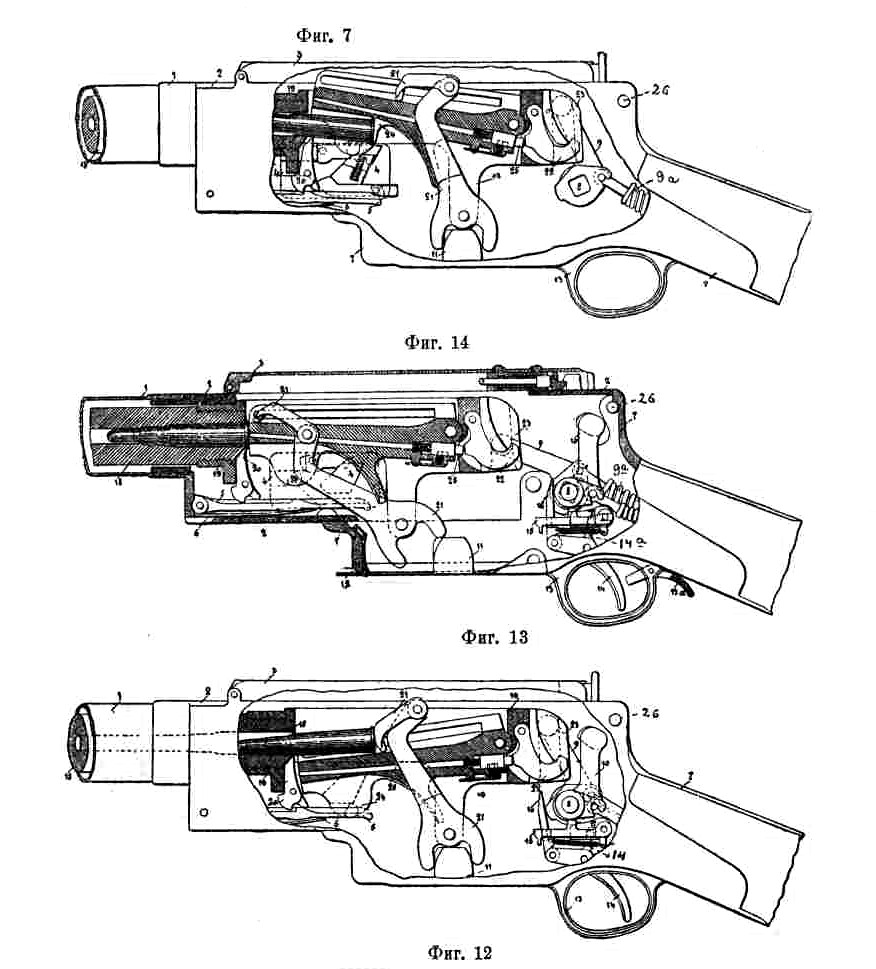
Будова і робота кулемета Мадсена.
Добре видно складні допоміжні механізми, які здійснюють подачу набоїв і викид стріляних гільз.

Хитний затвор — механізм вогнепальної стрілецької зброї, що забезпечує відкривання і закривання каналу ствола шляхом гойдання затвора щодо осі ствола, тобто поперечного руху вгору-вниз його переднього кінця щодо казенного зрізу ствола, в той час, як задній його кінець постійно зчеплений зі стволовою коробкою за допомогою осі або фігурної поверхні, яка допускає його поворот.
Операції відмикання і замикання каналу ствола при використанні хитного затвора не вимагають окремого запірного механізму. Крім того, такий затвор має невелике переміщення, що зменшує габарити коробки затвора. Однак операції по подачі набою у патронник і видалення стріляних гільз він не виконує, що змушує використовувати для них сторонні механізми, які приводяться в рух затвором або іншою рухомою ланкою зброї, що істотно ускладнює його конструкцію.
Такі затвори широко використовувалися в ранній казнозарядній зброї. Прикладом можуть послужити гвинтівка Мартіні-Генрі, яка була на озброєнні у Великій Британії з 1871 року, а також дуже схожа з нею турецька гвинтівка Пібоді-Мартіні 1869 року. Це були однозарядні гвинтівки з хитним в вертикальній площині затвором, керованим рухом спеціального важеля, розташованого позаду спусковий скоби. При відкриванні затвора за рахунок допоміжних пристосувань здійснювалося видалення стріляної гільзи з патронника і зведення розташованого усередині затвора ударника. Гвинтівка Мартіні-Генрі була офіційно знята з озброєння в 1888 році, але на практиці її використання у «другій лінії» тривало в роки обох світових воєн і навіть Афганської війни. У прийнятій же у Баварії гвинтівки Вердера затвор був по суті аналогічний системі Пібоді, але відкривався за допомогою потужної пружини при натисканні на важіль, розташований попереду спускового гачка всередині спускової скоби, а закривався при зведенні курка — швидкострільність цієї зброї була на ті часи дуже висока, так що воно отримала прізвисько «блискавичної гвинтівки» (Blitzgewehr). З сучасної зброї хитний затвор мають, наприклад, спортивні пістолети МЦ-55-1 і ТОЗ-35.
У магазинній і автоматичній зброї хитні затвори поширення не отримали, так як вони істотно ускладнюють роботу механізму подачі набоїв, який в такій зброї повинен мати складну конструкцію, і при цьому діяти швидко і точно. Форма затвора виходить також складною, роблячи його дорогим у виробництві.
Єдиний випадок застосування хитного затвора в автоматичній зброї — кулемет Мадсена.